# Lonicera iliensis
Lonicera iliensis är en kaprifolväxtart som beskrevs av Antonina Ivanovna Pojarkova. Lonicera iliensis ingår i släktet tryar, och familjen kaprifolväxter. Inga underarter finns listade i Catalogue of Life.